# Kirchberg am Walde
Kirchberg am Walde är en ort och kommun  i Österrike. Den ligger i distriktet Gmünd i förbundslandet Niederösterreich,  110 km nordväst om huvudstaden Wien. 
Kommunen består av sex orter (Ortschaften) (inom parentes invånarantal 1 januari 2024):

- Fromberg (107)
- Hollenstein (157)
- Kirchberg am Walde (495)
- Süßenbach (188)
- Ullrichs (196)
- Weißenalbern (122)